# Universidad Estatal de Tver
La Universidad Estatal de Tver (en ruso: Тверской государственный университет) es una universidad pública de Rusia ubicada en la ciudad de Tver. Es una de las universidades más grandes del Óblast de Tver, de la que Tver es el centro administrativo. 

## Historia
Inaugurada el 1 de diciembre de 1870, fue en un principio un centro privado para la formación del profesorado. Su primer director fue P. Maksimovic. En 1917 pasó a llamarse Instituto de Profesores de Tver y, más tarde, Instituto Pedagógico Kalinin. El 1 de septiembre de 1971 se reorganizó como Universidad Estatal de Kalinin. En 1991, la Universidad Estatal de Kalinin pasó a llamarse Universidad Estatal de Tver.

## Facultades y Escuelas
- Facultad de Medicina, Pediatría, Odontología, Farmacia y Enfermería (Tver State Medical University, TSMU).[2]
- Facultad de Biología
- Facultad de Historia
- Facultad de Matemáticas
- Facultad de Geografía
- Facultad de Lenguas extranjeras
- Facultad de Matemáticas Aplicadas y Cibernética
- Facultad de Psicología y Trabajo Social
- Facultad de Sociología
- Facultad de Educación Física
- Facultad de Física
- Facultad de Química
- Facultad de Letras
- Facultad de Derecho
- Instituto de Formación del Profesorado
- Instituto de Economía y Gestión